# TT58
| i | mn · n | Y1 |

| i | mn · n | Y1 |

| i | mn · n | M | K1 · n · t |

| i | mn · n | M | K1 · n · t |

TT58 (Theban Tomb 58) è la sigla che identifica una delle Tombe dei Nobili ubicate nell’area della cosiddetta Necropoli Tebana, sulla sponda occidentale del Nilo dinanzi alla città di Luxor, in Egitto. Destinata a sepolture di nobili e funzionari connessi alle case regnanti, specie del Nuovo Regno, l'area venne sfruttata, come necropoli, fin dall'Antico Regno e, successivamente, sino al periodo Saitico (con la XXVI dinastia) e Tolemaico.

## Titolare
TT58 Era la tomba di:
| Titolare                                                                                       | Titolo | Necropoli           | Dinastia/Periodo                             | Note                                                                          |
| ---------------------------------------------------------------------------------------------- | --- | ------------------- | -------------------------------------------- | ----------------------------------------------------------------------------- |
| Primo occupante ignoto, poi usurpata da Amenhotep e, successivamente, da suo figlio Amenemonet | (Primo occupante) Titolo non noto; (Amenhotep) Supervisore dei Profeti di Amon; (Amenemonet) Scriba del tempio di Ramses II | Sheikh Abd el-Qurna | XVIII dinastia (Amenhotep III) / XX dinastia | versante est della collina, a nord delle TT83 e TT119, e più in basso la TT61 |

## Biografia
La tomba venne realizzata, durante la XVIII dinastia e segnatamente durante il regno di Amenhotep III, per un titolare la cui identificazione, tuttavia, non è possibile. Successivamente, durante la XIX dinastia, ma più probabilmente durante la XX, TT58 venne usurpata da Amenhotep, Supervisore dei Profeti di Amon, e successivamente, ancora, occupata da Amenemonet, Scriba del tempio di Amon e figlio del precedente occupante. Unica notizia biografica ricavabile, il nome della moglie dell'ultimo occupante, Amenemonet: Henutanensu.

## La tomba
Ad un breve corridoio, segue una camera trasversale sulle cui pareti sono riportati brani del Libro delle Porte, nonché il defunto (non viene precisato di chi si tratti) e la moglie presentati a Horus da una divinità (dipinto danneggiato). Uno dei dipinti parietali rappresenta il titolare originale (appena abbozzato) dinanzi ad Amenhotep III e alla dea Hathor. In un angolo di tale locale, si apre un accesso alla TT122. Altre scene rappresentano il defunto che gioca a dama con la moglie in presenza di cartigli di Ramses II, il defunto e la moglie, accompagnati da tre figlie, in adorazione di Osiride ed alcune dee, nonché il defunto in atto di presentare la sua Confessione Negativa. In altra scena, il titolare originario, accompagnato dalla moglie e da alcune divinità, dinanzi ad Amenhotep III e alla dea Maat che si trovano sotto un baldacchino ai piedi del quale si prostrano alcuni personaggi dalle vesti e dai caratteri somatici siriani.
Un corridoio ortogonale al primo immette in una camera oblunga che, sulla sinistra, si apre e ospita un altare e il sarcofago. Sulle pareti, il defunto in adorazione di Osiride, uno scarabeo alato adorato da Amenemonet accompagnato dalle dee Iside e Nephtys e altri personaggi adoranti Osiride, Mut e Taweret. Altri dipinti, non terminati, rappresentano il defunto e la moglie inginocchiati dinanzi a Thot con Osiride e Horus quali testimoni, oppure il defunto e la moglie in offertorio ai Figli di Horus, oppure ad Anubis. Sul soffitto, Osiride adorato da babbuini con il defunto e la moglie inginocchiati ai due lati e testi sacri.

### Annotazioni
1. ↑  La prima numerazione delle tombe, dalla numero 1 alla 253, risale al 1913 con l’edizione del "Topographical Catalogue of the Private Tombs of Thebes" di Alan Gardiner e Arthur Weigall. Le tombe erano numerate in ordine di scoperta e non geografico; ugualmente in ordine cronologico di scoperta sono le tombe dalla 253 in poi.
2. ↑  I campi della Duat, ovvero l'aldilà egizio, si trovavano, secondo le credenze, proprio sulla riva occidentale del grande fiume.
3. ↑  Nella sua epoca di utilizzo, l'area era nota come "Quella di fronte al suo Signore" (con riferimento alla riva orientale, dove si trovavano le strutture dei Palazzi di residenza dei re e i templi dei principali dei) o, più semplicemente, "Occidente di Tebe".
4. ↑  le Tombe dei Nobili, benché raggruppate in un'unica area, sono di fatto distribuite su più necropoli distinte.
5. ↑  Le note, sovente di inquadramento topografico della tomba, sono tratte dal "Topographical Catalogue" di Gardiner e Weigall, ed. 1913 e fanno perciò riferimento alla situazione dell'epoca.

### Fonti
1. 1 2  Porter e Moss 1927,  p. 119.
2. ↑  Gardiner e Weigall 1913.
3. ↑  Donadoni 1999,  p. 115.
4. ↑  Gardiner e Weigall 1913, pp. 20-21.
5. 1 2  Porter e Moss 1927,  pp. 119-120.
6. ↑  Porter e Moss 1927,  p. 120.